# NGC 3374
NGC 3374 is een balkspiraalstelsel in het sterrenbeeld Grote Beer. Het hemelobject werd op 3 februari 1788 ontdekt door de Duits-Britse astronoom William Herschel.

## Synoniemen
- UGC 5901
- MCG 7-22-66
- ZWG 212.57
- IRAS10451+4327
- PGC 32266